# National Insurance

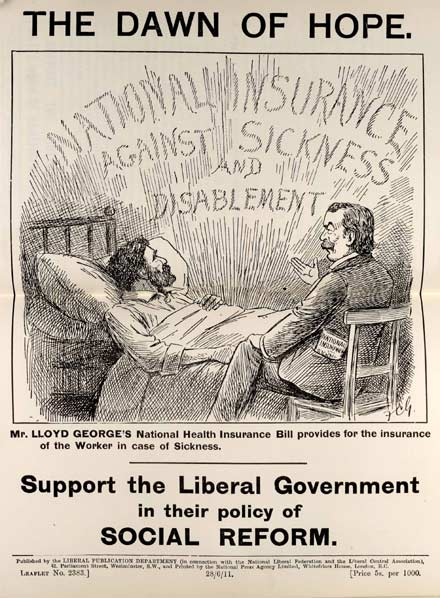
Ulotka z 1911 roku promująca wprowadzenie systemu National Insurance

National Insurance (NI, „ubezpieczenie narodowe”) – system ubezpieczeń społecznych w Wielkiej Brytanii, obejmujący emerytury, zasiłki dla bezrobotnych, zasiłki macierzyńskie, renty oraz zasiłki żałobne. Funkcjonuje w ramach szerszego systemu zabezpieczeń społecznych i stanowi jeden z fundamentów polityki państwa opiekuńczego.

## Zasady funkcjonowania
Prawo do otrzymywania świadczeń pieniężnych objętych w National Insurance, co do zasady, uwarunkowane jest opłacaniem przez beneficjenta składek (National Insurance contributions). Prawo do pobierania świadczeń krótkoterminowych (np. zasiłku dla bezrobotnych) w większości przypadków określane jest na podstawie historii opłacania składek w dwóch ostatnich latach poprzedzających wystąpienie o świadczenie. Prawo do pobierania emerytury oraz jej wysokość określane jest na podstawie całej historii składkowej. Wysokość otrzymywanych świadczeń jest niezależna od wysokości dochodów otrzymującego.
Uczestnictwo w systemie ubezpieczeń jest obowiązkowe, a przymusem składkowym objęci są wszyscy pracownicy, pracodawcy i osoby samozatrudnione. Rodzaj zatrudnienia oraz wysokość dochodów decydują o wielkości składek, które funkcjonują na zasadach podatku progresywnego. 
Część świadczeń pieniężnych funkcjonujących w Wielkiej Brytanii znajduje się poza systemem National Insurance, m.in. zasiłek na dzieci, dla niepełnosprawnych czy osób o niskich zarobkach. Finansowane są one z innych źródeł, a prawo do ich pobierania nie jest warunkowane opłacaniem składek NI, lecz bazuje na innych kryteriach.

### Składki

Udział składek na National Insurance (kolor czerwony), podatku dochodowego (niebieski), oraz obu tych podatków łącznie (fioletowy), jako proporcja wynagrodzenia otrzymywanego przez pracowników w roku podatkowym 2010/2011.

Wysokość stawek procentowych i progów składkowych podlegają rewizji w każdym roku podatkowym. Dla przykładu w roku podatkowym 2021/2022 pracownicy zobowiązani byli do opłacania składek, tzw. klasy 1, w wysokości 0% wynagrodzenia do kwoty £184 tygodniowo, 12% od kwoty ponad £184 a do £967 tygodniowo i 2% od kwoty ponad £967. Pracodawcy obciążeni byli składką w wysokości 13,8% kwoty wynagrodzenia pracownika ponad £170 tygodniowo. Pracownikom otrzymującym wynagrodzenie nieprzekraczające £120 tygodniowo nie przysługiwały świadczenia w ramach National Insurance.
Składki dla osób samozatrudnionych w 2021/2022 roku wynosiły £3,05 tygodniowo jeżeli roczny przychód przekroczył £6515 (składka klasy 2) i dodatkowo 9% przychodu ponad £9568 a do £50 270 oraz 2% ponad £50 270 (składka klasy 4). By zachować prawo do świadczeń w ramach National Insurance, samozatrudnieni o przychodzie poniżej wcześniej wymienionych progów mogą dobrowolnie opłacać składki klasy 2.
Osoby, którym świadczenia z różnych względów nie przysługują (w tym bezrobotne lub o minimalnych dochodach) mają możliwość opłacania składek dobrowolnych, tzw. klasy 3 (w 2021/2022 roku: £15,40 tygodniowo) – te uprawniają wyłącznie do świadczeń emerytalnych. W określonych okolicznościach osoby te mogą się również ubiegać o przyznanie składek uznaniowych (National Insurance credits), które to nadają uprawnienia do świadczeń bez konieczności uiszczania opłat przez beneficjenta.
Osoby, które osiągnęły wiek emerytalny, nie są objęte koniecznością opłacania składek, niezależnie od stanu zatrudnienia.
Składki pracowników są, podobnie jak podatek dochodowy, rozliczane i potrącane z wynagrodzenia przez pracodawcę w ramach mechanizmu pay-as-you-earn (PAYE). Osoby samozatrudnione samodzielnie rozliczają składki w ramach corocznej deklaracji podatkowej. Organem odpowiedzialnym za pobieranie składek jest urząd HM Revenue and Customs (HMRC).

### National Insurance Fund
Większa część dochodów pozyskanych ze składek deponowana jest w funduszu National Insurance Fund (NIF) i przetrzymywana oddzielnie od środków otrzymanych z innych źródeł budżetowych. Środki zgromadzone w funduszu wykorzystywane są do bieżących wypłat świadczeń objętych systemem National Insurance. W przypadku, gdy zgromadzone środki są niewystarczające do pokrycia wypłat spodziewanych w danym roku, może być on zasilony w formie dotacji ze skarbu państwa (HM Treasury). Nadwyżka środków może zostać przeniesiona do konta National Insurance Fund Investment Account (NIFIA), gdzie inwestowane są one w instrumenty finansowe emitowane lub gwarantowane przez rząd.
W marcu 2021 roku na funduszu NIF zgromadzonych było 42,5 mld funtów, a na koncie inwestycyjnym NIFTA – 42,7 mld funtów. Wpływy ze składek do funduszu w roku podatkowym 2020/2021 wyniosły 111,6 mld funtów, a wydatki na świadczenia – 106,6 mld funtów, z czego 100,5 mld na emerytury, 4,6 mld na renty dla osób niezdolnych do lub o ograniczonej zdolności do pracy, a 1,5 mld na pozostałe świadczenia.
Pozostała część środków pozyskanych ze składek na National Insurance wykorzystywana jest na finansowanie państwowej służby zdrowia National Health Service (NHS). W 2020/2021 roku przeznaczonych na ten cel zostało 26,4 mld funtów. Około 20% całkowitego budżetu NHS pochodzi ze składek NI (pozostała część finansowania pochodzi niemal w całości z innych podatków).

## Historia

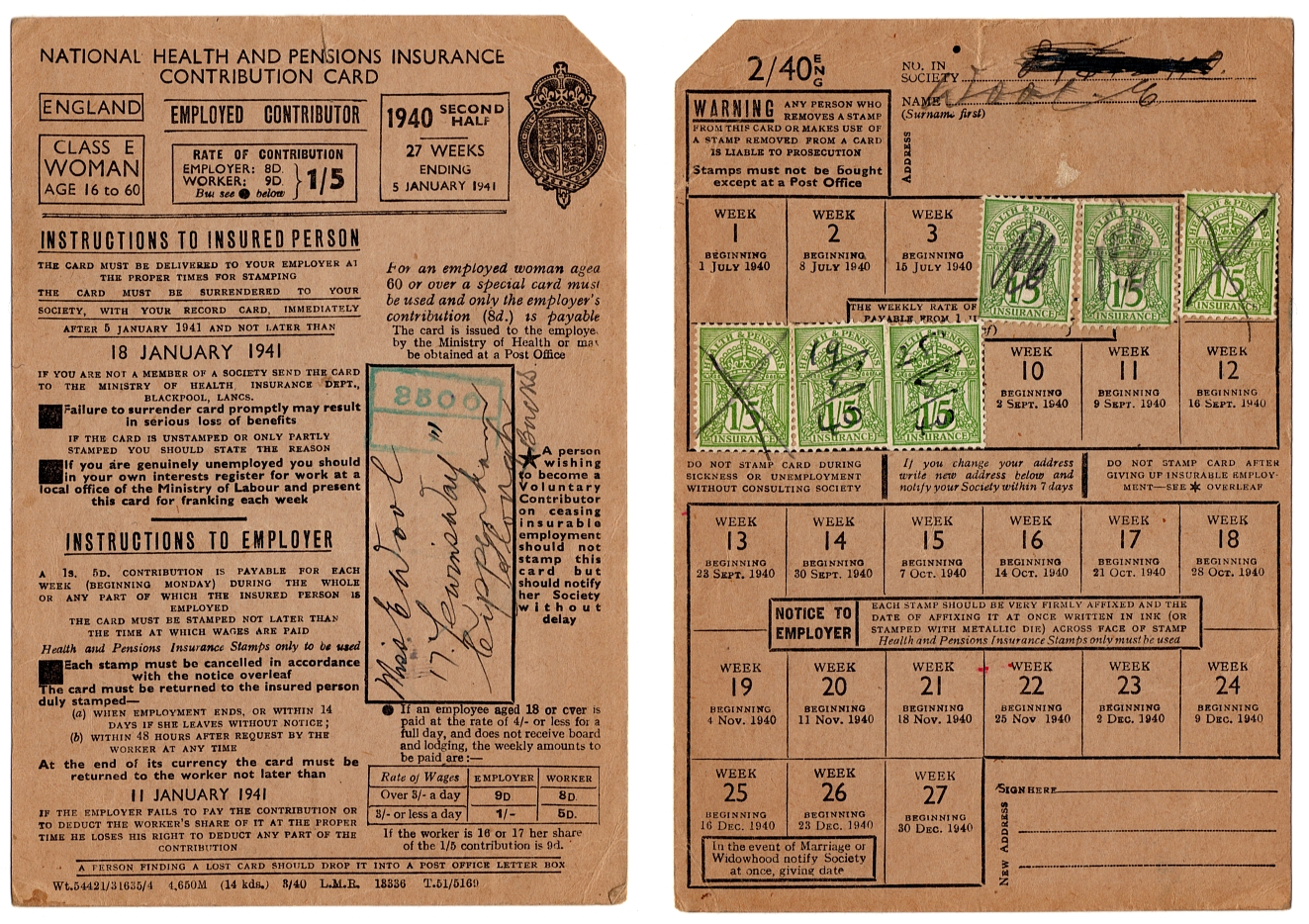
Karta ubezpieczeniowa z 1940 roku

Prekursor obecnego systemu ustanowiony został w 1911 roku przez liberalny rząd H. H. Asquitha, na mocy ustawy National Insurance Act 1911. Stanowił on część szerokiej reformy mającej poprawić sytuację najuboższej części społeczeństwa. Pierwszy współczesny system ubezpieczeń społecznych działający na podobnych zasadach wprowadzony został około trzydziestu lat wcześniej w Niemczech.
System w pierwotnym kształcie obejmował dwa niezależne od siebie ubezpieczenia – zdrowotne oraz od bezrobocia. Ubezpieczenie zdrowotne było obowiązkowe dla wszystkich pracowników w wieku 16–70 lat o zarobkach w wysokości do 160 funtów rocznie, bądź wykonujących pracę fizyczną. Mężczyźni o tygodniowym wynagrodzeniu w wysokości co najmniej 2 szylingów i 6 pensów (2,5 szylinga) musieli opłacać składkę w wysokości 4 pensów tygodniowo, a ich pracodawcy – dodatkowo 3 pensy. Stawka dla kobiet była niższa. W przypadku osób o niższych zarobkach stawka była pomniejszona, a różnicę pokrywały odpowiednio powiększona stawka pracodawcy oraz dofinansowanie ze środków rządowych. Ubezpieczenie zapewniało w przypadku choroby tygodniową wypłatę 10 szylingów dla mężczyzn oraz 7 szylingów 6 pensów (7,5 szylinga) dla kobiet na okres do 26 tygodni, a także opłacało koszty leczenia. Drugi element systemu, ubezpieczenie od bezrobocia było obowiązkowe dla osób zatrudnionych w wybranych branżach, m.in. budownictwie i przemyśle maszynowym. Składka wynosiła 2,5 pensa tygodniowo, a w przypadku pozbawienia zatrudnienia beneficjent otrzymywał 7 szylingów tygodniowo przez okres do 15 tygodni.
W 1925 roku system został rozszerzony o emerytury. Wkrótce po zakończeniu II wojny światowej, w 1948 roku National Insurance ustanowione zostało jako jednolity system ubezpieczeń społecznych obejmujący wszystkie świadczenia pieniężne, w tym dla bezrobotnych, chorych, niepełnosprawnych, wdów i emerytów.
Płacenie składek odbywało się początkowo za pomocą znaczków skarbowych, które pracodawca nabywał w urzędach pocztowych i wklejał do karty pracownika, stanowiącej dowód ubezpieczenia. Wysokość składek była co do zasady niezależna od wysokości wynagrodzenia. W 1975 roku system ten zastąpiony został przez mechanizm pay-as-you-earn (PAYE), wykorzystywany już wcześniej do rozliczania podatku dochodowego, w którym pracodawca bezpośrednio rozlicza się z urzędem podatkowym drogą pocztową (obecnie elektronicznie). Wówczas też wielkość składek uzależniona została od kwoty wynagrodzenia.